# Linia kolejowa nr 313
Linia kolejowa nr 313 rozpoczynała swój bieg na stacji Otmuchów na terenie województwa opolskiego, natomiast jej koniec umiejscowiono na stacji Przeworno, na terenie województwa dolnośląskiego, gdzie linia ta łączyła się z linią kolejową nr 321 Grodków Śląski – Głęboka Śląska. Była to linia jednotorowa, o szerokości torów 1435 mm, niezelektryfikowana.
Obecnie linia jest nieczynna, a tory jej zostały rozebrane.

## Historia linii
- 15 września 1910 roku – otwarcie linii na odcinku Kłodobok – Przeworno,
- 1 października 1910 roku – otwarcie odcinka Otmuchów – Kłodobok,
- 1 stycznia 1976 roku – zamknięcie linii dla ruchu pasażerskiego,
- 1 lipca 1987 roku – zamknięcie linii dla ruchu towarowego,
- 1 stycznia 1993 roku – decyzja o likwidacji linii i początek rozbiórki linii[2]